# Prieuré de Saint-Christophe
Ne doit pas être confondu avec Prieuré Saint-Christophe-en-Halatte.
Le prieuré de Saint-Christophe est un prieuré situé à Puisserguier, sur la colline garnie de pins qui domine le village. Sa construction se serait faite vers la fin du Xe siècle. Sa tendance architecturale est romane. Son mobilier intérieur est constitué de deux statues représentant saint Christophe.